# Mariona Masferrer i Ordis
Mariona Masferrer i Ordis (Barcelona, 1 de febrer de 1953) és llicenciada en psicologia per la Universitat Autònoma de Barcelona. És escriptora, membre de l'Associació d'Escriptors en Llengua Catalana. Coneguda principalment per la seva obra en prosa, també s'ha endinsat en la poesia. Va ser finalista del Premi Donna 1999 amb la novel·la El fil d'Arianna, publicada per l'editorial Deriva de Barcelona. Durant un viatge per documentar-se per a la seva tercera novel·la va sorgir la segona, El cosí de Cuba, publicada per Alba Editorial el 2002. El 2006 apareix Màxima basada en la història d'una besàvia nascuda a mitjans del segle xix al poble mariner de L'Escala, i el 2009 A punt de neu, sobre el contrast generacional d'avui dia; totes dues publicades per l'editorial Actéon.
El 2012 publica Cartes a destemps amb Haka books, basada en la narració Correspondència sui generis, segon premi del concurs Montserrat Roig convocat per una associació de dones amb la col·laboració de l'ajuntament de Martorelles i l'Institut Català de la Dona. El 2013 col·labora amb l'Ajuntament de Castelló d'Empúries en dos projectes escolars amb alumnes de 4t de les escoles Joana d'Empúries i Ruiz Amado que donaran com a resultat les obres il·lustrades Els Ocells viatgers i Jan Bu n'Daw. El mateix any, l'editorial Brau de Figueres publica la biografia novel·lada de Samba Gueye, un noi senegalès que va arribar a Espanya en pastera, Origen Tambakunda, finalista del Premi Setè Cel de Salt.